# Burg Sunzel
Die Burg Sunzel (lettisch Suntažu viduslaiku pils) ist eine abgegangene Bischofsburg des Erzbistums Riga, errichtet am Ufer der Kleinen Jägel im livländischen Dorf Suntaži im lettischen Bezirk Ogre.

## Geschichte
Erstmalig schriftlich genannt wurde die Burg Sunzel 1318, als Papst Johannes XXII. dem Livländischen Orden befahl, alle von ihm eroberten Burgen, einschließlich Sunzel, an den Erzbischof zurückzugeben. In den Jahren danach belehnte der Erzbischof Fromhold von Vifhusen zeitweise die Familie Tiesenhausen mit der Herrschaft von Sunzel. 1438 erwarb das Domkapitel Riga die Burg mit zugehörigen Ländereien von Erzbischof Henning Scharpenberg.
Das ohnehin dauerhaft angespannte Verhältnis zwischen den Erzbischöfen von Riga und dem Livländischen Orden erreichte einen neuen Höhepunkt, als Erzbischof Silvester Stodewescher 1478 vom schwedischen König 200 Soldaten als Unterstützung erhielt. Der livländische Landmeister Bernd von der Borch war darüber derart verärgert, dass er Anfang 1479 in das Erzbistum einfiel und in den nächsten 14 Tagen dessen Burgen besetzte, darunter auch Sunzel. Die Burg wurde erst 1522 an das Domkapitel zurückgegeben.
Zu Beginn des Livländischen Krieges fielen russische Vorhutregimenter 1560 in Livland ein und besetzten ohne großen Widerstand zahlreiche Burgen. Nach der Auflösung des Erzbistums Riga 1566 ging die Burg in den Besitz von Jacob von Meck über und verblieb im Besitz seiner Familie bis 1763. 1577 wurde die Burg von polnisch-litauischen Truppen besetzt und niedergebrannt, aber später wieder aufgebaut.
Im Polnisch-Schwedischen Krieg wurde die Burg Sunzel 1601 von schwedischen Truppen eingenommen, konnte jedoch noch im selben Jahr von Polen-Litauen zurückerobert werden. 1626 wurde sie erneut besetzt und fiel nach Ende des Krieges endgültig an Schweden. Bei einer schwedischen Bestandsaufnahme eroberter Burgen wird Sunzel 1633 als stark befestigte Burg erwähnt. 
Während des Großen Nordischen Krieges wurde die Burg vollständig zerstört und nicht wieder aufgebaut. Gegen Ende des 18. Jahrhunderts wurde auf oder neben der Burg ein neues Herrenhaus errichtet, in dem heute eine Schule untergebracht ist. 

## Beschreibung
Von Aufbau, Aussehen und Lage der Burg Sunzel ist fast nichts bekannt, da keine historischen Pläne oder Beschreibungen vorliegen. Die einzige bekannte Darstellung der Burg stellt ein Straßenatlas aus dem 17. Jahrhundert dar, auf der sie fünf bis sechs Türme besitzt. Dies ist dahingehend ungewöhnlich, als dass deren Anzahl bei einer gewöhnlichen livländischen Burg in den meisten Fällen zwischen einem und vier Türmen schwankte. In Bezug auf die Zeichnungen anderer Burgen in diesem Atlas ist festzustellen, dass diese Darstellungen in der Regel nicht der Realität entsprechen und vermutlich ausschließlich symbolischer Art sind.
Als sicher gilt jedoch, dass es sich bei der Burg anfangs um eine Wirtschaftsburg handelte, die bis ins späte Mittelalter stark ausgebaut und befestigt wurde.
Es wird angenommen, dass die Burg am nördlichen Ufer des Flusses Kleine Jägel errichtet wurde. Möglicherweise wurde das neue Herrenhaus auf den alten Fundamenten aufgebaut. 